# Ózd alsó megállóhely
Ózd alsó megállóhely egy Borsod-Abaúj-Zemplén vármegyei vasútállomás, Ózd településen, melyet a MÁV üzemeltet.

## Vasútvonalak
Az állomást az alábbi vasútvonalak érintik:
- Miskolc–Bánréve–Ózd-vasútvonal

## Kapcsolódó állomások
A vasútállomáshoz az alábbi állomások vannak a legközelebb:
- Sajónémeti megállóhely (Miskolc–Bánréve–Ózd-vasútvonal)
- Ózd vasútállomás (Miskolc–Bánréve–Ózd-vasútvonal)

## Megközelítés tömegközlekedéssel
- Helyi busz:  4, 46, 47, 74
- Távolsági busz:  1369, 1384, 1410, 1411
- Helyközi busz:  3770, 3773, 4104, 4140, 4145

## Forgalom
| Járat        | Útvonal | Gyakoriság   |
| ------------ | --- | ------------ |
| személyvonat | Miskolc-Tiszai – Miskolc-Gömöri – Sajóecseg – Sajószentpéter – Kazincbarcika alsó – Kazincbarcika – Sajókaza – Vadna – Dubicsány – Putnok – Pogonyipuszta – Bánréve – Bánrévei Vízmű – Ózd alsó – Ózd | Napi 2 pár   |
| személyvonat | Miskolc-Tiszai – Miskolc-Gömöri – Sajókeresztúr – Sajóecseg – Sajószentpéter – Kazincbarcika alsó – Kazincbarcika – Putnok – Bánréve – Ózd alsó – Ózd                                                 | 1-2 óránként |